# 弗亞拉奇島

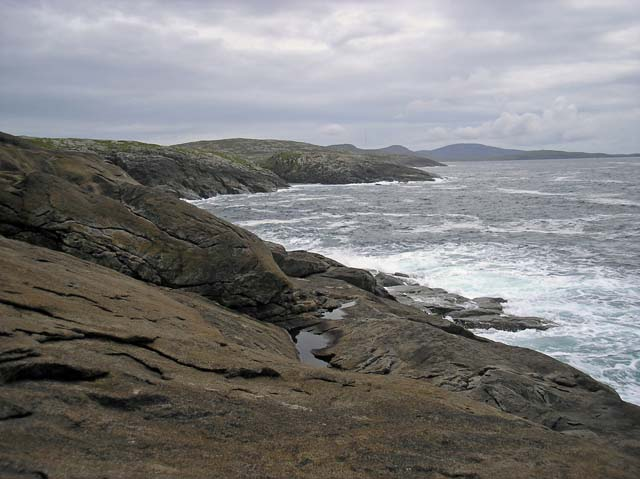

弗亞拉奇島是蘇格蘭的島嶼，位於大西洋海域，屬於外赫布里底群島的一部分，面積0.41平方公里，最高點海拔高度30米，島上無人居住。
57°03′58″N 7°26′36″W / 57.06611°N 7.44347°W